# Christie's
Pour les articles homonymes, voir Christie.
Christie's est une société de vente aux enchères internationale dont le siège est à Londres, au Royaume-Uni, et qui est contrôlée par la holding Artémis.
Fondée le 5 décembre 1766 par James Christie, elle organise à travers 85 salles près de 450 ventes par an dans plus de 80 catégories différentes d'objets d'art, par exemple des tableaux, du mobilier, de la joaillerie, de la photographie, des automobiles et des vins. En 2017, elle a vendu le tableau à ce jour le plus cher du monde, le Salvator Mundi de Léonard de Vinci, adjugé pour la somme de 400 millions de dollars.
Le chiffre total des ventes chez Christie's tourne autour de 7 milliards de dollars, ce qui en fait la première maison au monde.

## Histoire

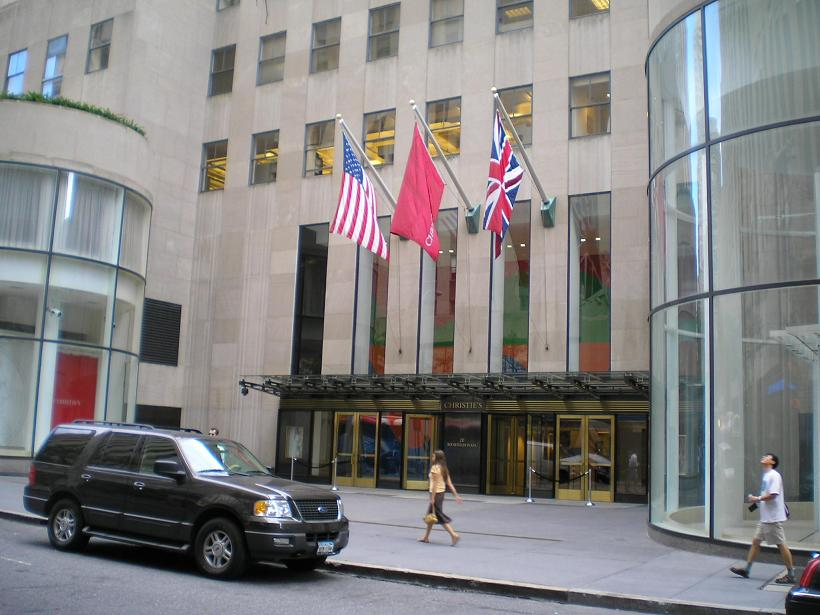
Salle des ventes de Christie's au Rockefeller Center à New York.

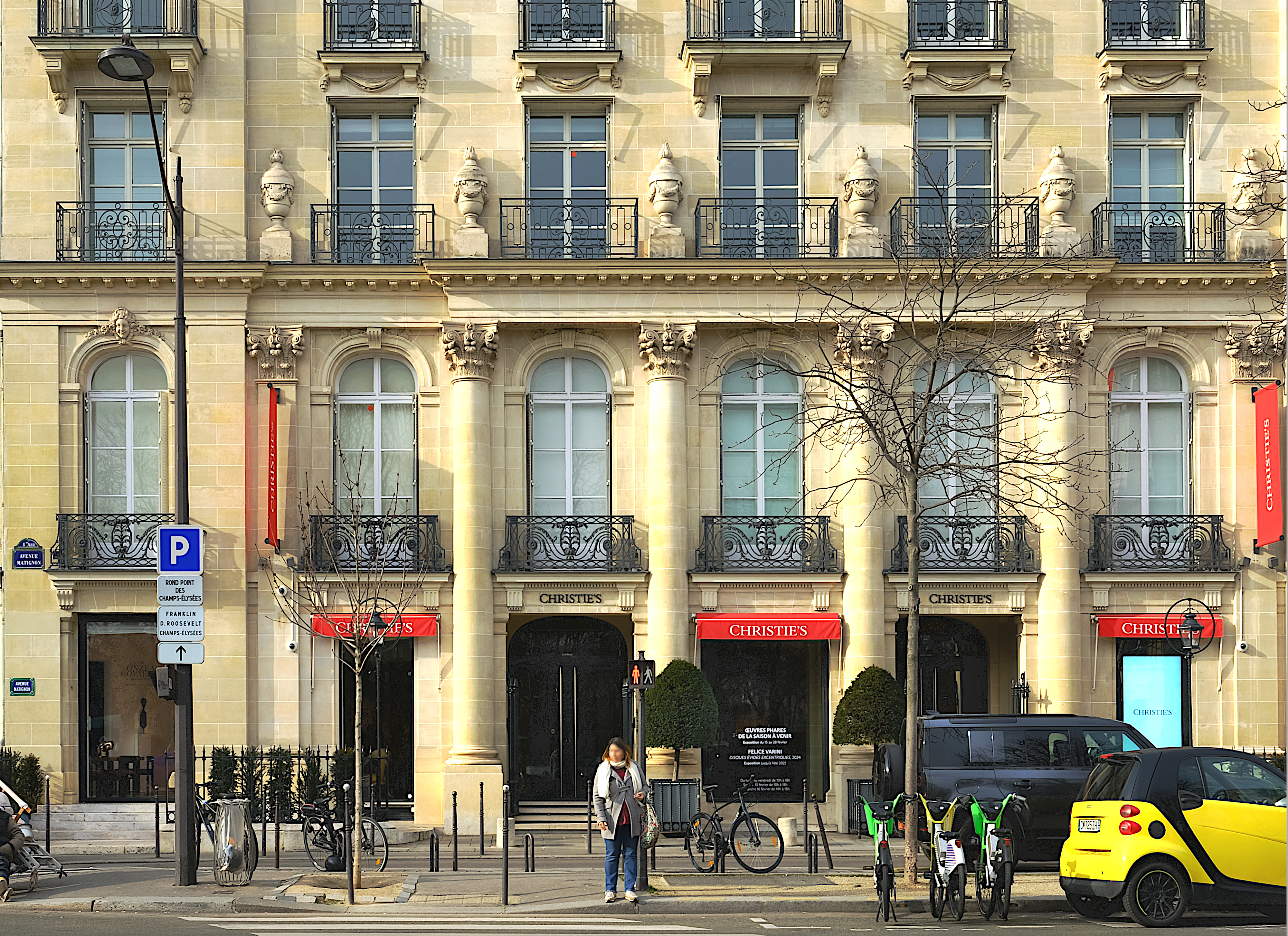
Avenue Matignon : n°9, siège de Christie's France.

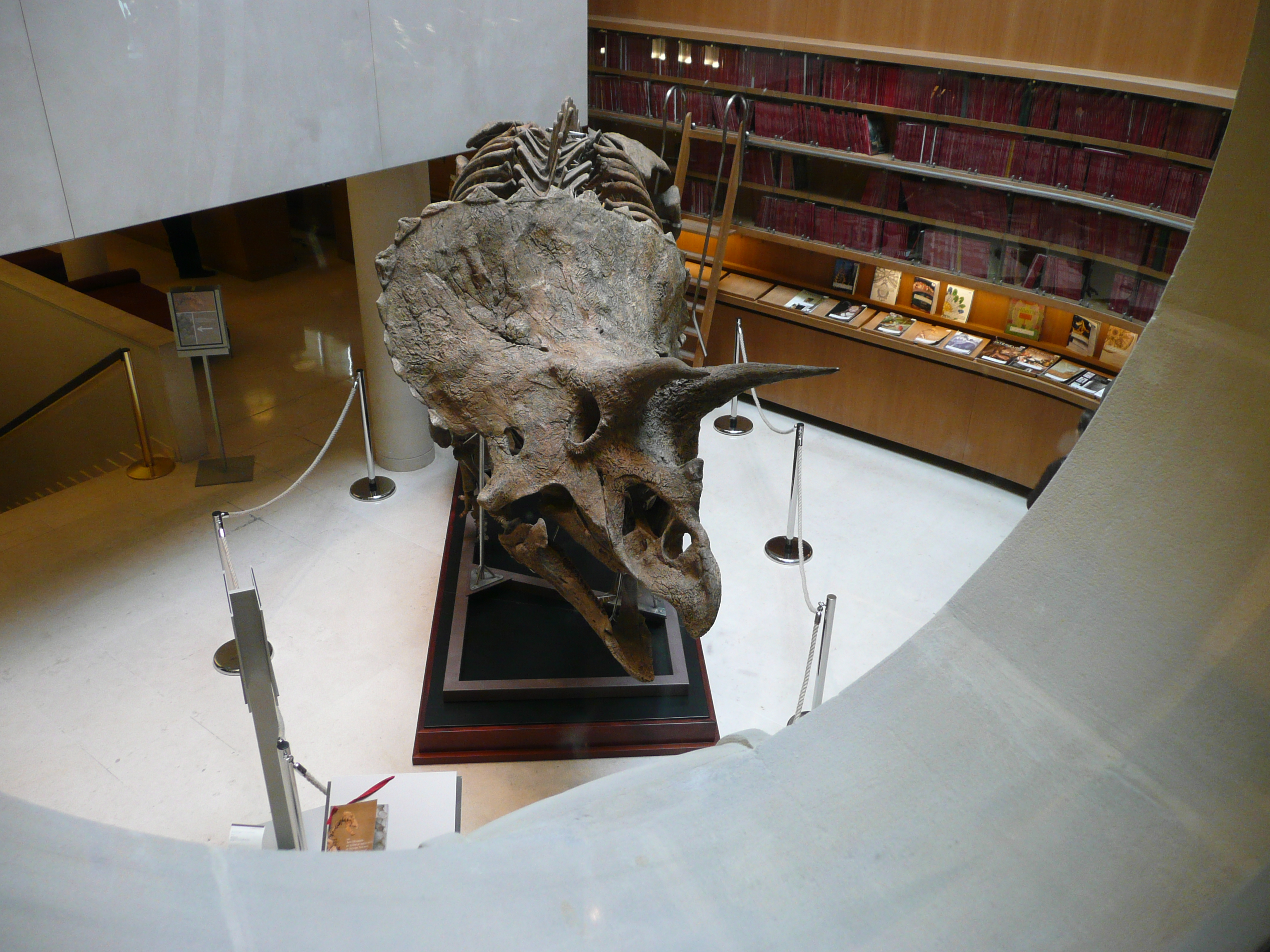
Un Triceratops en vente chez Christie's, 15 avril 2008.

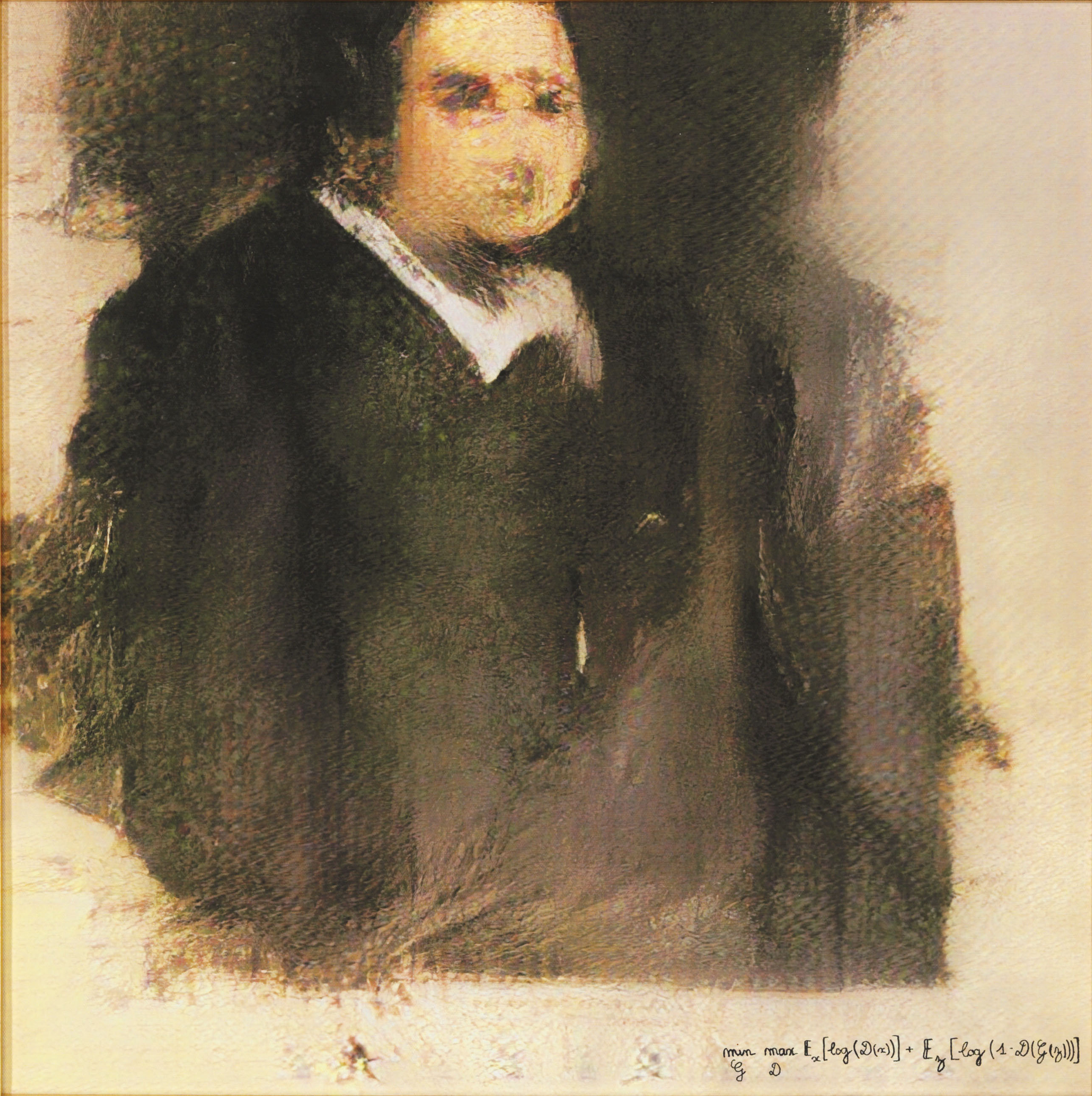
Le Portrait d'Edmond de Belamy généré par une Intelligence artificielle vendu 432500 dollars en 2018.

Christie's a rapidement acquis la réputation de mener à bien les plus grandes ventes aux enchères des XVIIIe et XIXe siècles. Durant cette période, Christie's vend régulièrement aux enchères (pour des montants significatifs) l'héritage national du Royaume-Uni, y compris des objets confiés par des membres de l'aristocratie et même de la famille royale britannique. En 1790, James Christie est au cœur de la vente de la collection de la maison d'Orléans.
Plus récemment, Christie's a vendu des œuvres d'art et des objets personnels liés à des figures historiques comme Pablo Picasso, Rembrandt, Diana (princesse de Galles), Léonard de Vinci, Vincent van Gogh, Napoléon Bonaparte... En 1998, Christie's vend à New York le fameux palimpseste d'Archimède, après la fin du procès pendant lequel il fut discuté de la propriété dudit objet.
Cotée en bourse à Londres de 1973 à 1999, Christie's est devenue en 1995 la première société internationale de ventes aux enchères à exposer des œuvres d'art à Pékin. Christie's est le grand rival de Sotheby's pour la prééminence mondiale en matière de ventes aux enchères prestigieuses.
En mai 1998, François Pinault, industriel, grand collectionneur et amateur d'art, rachète près de 30 % des parts de Christie's, puis lance une OPA qui lui permet de prendre le contrôle de la maison britannique.
Le 1er janvier 2017, Guillaume Cerutti devient directeur général de Christie's, sur recommandation de Patricia Barbizet et de la famille Pinault. François Pinault a assumé le rôle de président du conseil et Patricia Barbizet a été nommée vice-présidente. En 2014, Patricia Barbizet est nommée P.-D.G. de Christie's,. Patricia Barbizet côtoie Christie's depuis 1998 et est Chairwoman de Christie’s International depuis 2003.
En octobre 2018, Christie's procède à la première vente d'un tableau créé par une intelligence artificielle : le Portrait d'Edmond de Belamy. L’œuvre, évaluée entre 7 000 et 11 500 dollars, a été achetée pour 350 000 dollars (432 500 dollars frais de vente inclus). Elle est considérée comme la première œuvre du GAN-isme (pour generative adversarial networks ou Réseaux antagonistes génératifs en français) proposée à la vente.
Christie’s compte 54 bureaux répartis dans 32 pays et 12 salles de ventes dans le monde entier, notamment à Londres, New York, Paris, Genève, Milan, Amsterdam, Zürich, Dubaï, Hong Kong, Shanghai et Mumbai. Christie’s a été la première maison de ventes aux enchères à développer de nouvelles initiatives dans des marchés en pleine croissance comme la Russie, la Chine, l’Inde et les Émirats arabes unis, en organisant des ventes aux enchères et des expositions qui ont remporté un franc succès à Shanghai, New Delhi, Mumbai et Dubaï.
En 2019, Christie's a décidé de publier les résultats de ses enchères en ligne. Le manque de transparence de cette pratique est en effet considéré comme un obstacle au développement de ce secteur.

## Ventes célèbres récentes
Christie’s est la première maison de ventes aux enchères dans le monde, avec des ventes aux enchères et des ventes de gré à gré qui ont atteint en 2014, la somme totale de 8,4 milliards de dollars ; sur ce, le total des ventes de gré à gré s’élève à 1,5 milliard de dollars, représentant une augmentation de 20 % comparé à l’année précédente.
En 2013, les ventes de bijoux et de joaillerie ont atteint un record de vente qui ont dépassé les 678 millions de dollars.
En juillet 2020, une vente est organisée simultanément à Londres, Paris, New York et Hong Kong. En quelques heures Christie's a réalisé pour 421 millions de dollars de vente. Cette vente a établi de nouveaux records pour Brice Marden ou Wayne Thiebaud,.

### Vente Altman (2006)
Le 8 novembre 2006, la maison organise la vente « la plus impressionnante de tous les temps ». Elle rassemble 86 œuvres majeures de l'impressionnisme et de l'art moderne. Les plus grandes signatures sont présentes : Klimt, Paul Gauguin, Kirchner, Egon Schiele, Auguste Renoir, Auguste Rodin, et d'autres. La vente de quatre œuvres de Klimt (deux portraits, deux paysages) a notamment attiré l'attention des amateurs et des médias, celle-ci ayant connu une histoire mouvementée. Elles faisaient partie d'un groupe de cinq toiles de Klimt, propriété d'une famille juive d'Autriche, contrainte de fuir l'invasion nazie en 1938. Les œuvres ont été saisies puis comptabilisées dans les collections officielles autrichiennes après la guerre. L'unique héritière de la famille, Maria Altman, traîna l'État autrichien devant sa propre justice afin de faire valoir ses droits à la propriété sur ce trésor artistique. Après une quinzaine d'années de procédure, la justice trancha en sa faveur. Elle confia les tableaux à la maison Christie's en vue de les vendre. La première œuvre de ce groupe, le Portrait d'Adele Bloch-Bauer I, fut adjugé pour 135 millions de dollars le 19 juin 2006, lors d'une vente privée à New York, record mondial de l'époque. Les quatre autres, présentées le 8 novembre, furent vendues pour la somme totale de 192,704 millions de dollars, avec un pic à 87,936 millions pour un second Portrait d’Adele Bloch Bauer. La vente des quatre-vingt-six lots du 8 novembre produit un résultat de transactions de 491,072 millions de dollars.

### Les Femmes d'Alger(2015)
Le 11 mai 2015, Les Femmes d'Alger de Pablo Picasso (Version O), vendu pour 179,4 millions de dollars, est devenue l'œuvre d'art la plus chère à avoir été vendu aux enchères chez Christie’s New York. En novembre de la même année, Nu Couché d’Amedeo Modigliani (1917 à 1918) a été vendu chez Christie à New York pour 170,4 millions de dollars, ce qui en fait à cette époque la deuxième œuvre la plus chère jamais vendue aux enchères.

### Salvator Mundi(2017)
Le 15 novembre 2017, le tableau Salvator Mundi de Léonard de Vinci est adjugé pour la somme de 450,3 millions de dollars par Christie's New-York, ce qui en fait à ce jour le tableau le plus cher du monde. Christie's a mis le tableau aux enchères d'art contemporain aux côtés de Basquiat et d'autres détenteurs de records du nouveau siècle, comptant sur de nouveaux acheteurs, pour qui le Sauveur du monde est catégoriquement déclaré comme le dernier chef-d'œuvre de de Vinci - plus précieux que la provenance et compétence. Cependant, l'authenticité de l'unique auteur de Vinci a été remise en question après le 3 avril 2021 sur la chaîne de télévision française France 5, dans un film documentaire du journaliste et réalisateur Antoine Vitkine Salvator Mundi: Sauveur du monde, qui décrit comment un tableau attribué à Léonard de Vinci, est devenu au fil des années l'œuvre d'art la plus chère du monde et, de plus, est devenue l'otage des accords politiques en coulisse entre la France et l'Arabie saoudite. Les responsables de Christie's ont refusé de commenter le film.

### La vente Rockefeller (2018)
Les 8-10 mai 2018 est dispersée chez Christie's New York la collection de Peggy et David Rockefeller. La somme totale des ventes atteint le premier jour la somme record pour une collection privée de 832,5 millions de dollars, dont 646 millions pour les lots de peintures du XIXe et du XXe siècle, le tableau le plus cher du lot étant Fillette à la corbeille fleurie (1905) de Pablo Picasso, qui avait fait partie de l'ancienne collection de Gertrude Stein, et qui a fini à 115 M$.

## Polémiques

### Affaires des originaux d'Edgar P. Jacobs
En 2017, des planches originales d'Edgar P. Jacobs ont été revendues par l'intermédiaire de galeries et de sociétés de ventes aux enchères,. Or, il est notoire que ces œuvres appartiennent à la Fondation Jacobs, d'après Gaëtan Laloy, qui préside la Chambre belge des experts en bande dessinée. Christie's est mis en cause mais se défend d'avoir vendu des originaux de provenance douteuse.